# Zoe Ann Olsen-Jensen
Zoe Ann Olsen-Jensen (n. 11 februarie 1931, Council Bluffs⁠(d), Iowa, SUA – d. 23 septembrie 2017, Stuart⁠(d), Florida, SUA) a fost o săritoare în apă ce a reprezentat Statele Unite ale Americii, medaliată olimpică. A participat la 2 ediții ale Jocurilor Olimpice (1948, 1952) în care a câștigat o medalie de argint și o medalie de bronz.